# Arteria temporalis superficialis
De arteria temporalis superficialis of oppervlakkige slaapslagader is de laatste aftakking van de buitenste halsslagader (arteria carotis externa) die verderop als arteria maxillaris te boek staat. De arteria temporalis superficalis loopt vanaf het oor over de slaap en voedt de bovenste helft van het hoofd. Aan de slaap kan vlak bij het oor ook de 'hartslag' gevoeld worden.  De slagader volgt dezelfde route als de bijbehorende ader vena temporalis superficialis en de zenuw nervus auriculitemporalis.